# Pervomaiski (Uliànovsk)
Pervomaiski (en rus: Первомайский) és un poble (un possiólok) de l'óblast d'Uliànovsk, a Rússia, que el 2010 tenia 407 habitants. Pertany al districte municipal de Kuzovàtovo.